# تیراندازی در المپیک تابستانی ۲۰۰۰
تیراندازی در بازی‌های المپیک تابستانی ۲۰۰۰ نام رویداد ورزش تیراندازی در بازی‌های المپیک تابستانی بود که در سال ۲۰۰۰ برگزار شد. این مسابقات از ۱۶ تا ۲۳ سپتامبر برگزار شد.

## جدول مدال‌ها
| رتبه  | کشور                      | طلا | نقره | برنز | مجموع |
| ۱     | چین (CHN)                 | ۳   | ۲    | ۳    | ۸     |
| ۲     | بلغارستان (BUL)           | ۲   | ۰    | ۰    | ۲     |
| ۲     | سوئد (SWE)                | ۲   | ۰    | ۰    | ۲     |
| ۴     | روسیه (RUS)               | ۱   | ۳    | ۲    | ۶     |
| ۵     | استرالیا (AUS)            | ۱   | ۱    | ۱    | ۳     |
| ۶     | فرانسه (FRA)              | ۱   | ۱    | ۰    | ۲     |
| ۶     | بریتانیای کبیر (GBR)      | ۱   | ۱    | ۰    | ۲     |
| ۸     | ایالات متحده آمریکا (USA) | ۱   | ۰    | ۲    | ۳     |
| ۹     | جمهوری آذربایجان (AZE)    | ۱   | ۰    | ۰    | ۱     |
| ۹     | لیتوانی (LTU)             | ۱   | ۰    | ۰    | ۱     |
| ۹     | لهستان (POL)              | ۱   | ۰    | ۰    | ۱     |
| ۹     | اسلوونی (SLO)             | ۱   | ۰    | ۰    | ۱     |
| ۹     | اوکراین (UKR)             | ۱   | ۰    | ۰    | ۱     |
| ۱۴    | بلاروس (BLR)              | ۰   | ۱    | ۳    | ۴     |
| ۱۵    | جمهوری چک (CZE)           | ۰   | ۱    | ۱    | ۲     |
| ۱۵    | ایتالیا (ITA)             | ۰   | ۱    | ۱    | ۲     |
| ۱۷    | دانمارک (DEN)             | ۰   | ۱    | ۰    | ۱     |
| ۱۷    | فنلاند (FIN)              | ۰   | ۱    | ۰    | ۱     |
| ۱۷    | کره جنوبی (KOR)           | ۰   | ۱    | ۰    | ۱     |
| ۱۷    | مولداوی (MDA)             | ۰   | ۱    | ۰    | ۱     |
| ۱۷    | سوئیس (SUI)               | ۰   | ۱    | ۰    | ۱     |
| ۱۷    | یوگسلاوی (YUG)            | ۰   | ۱    | ۰    | ۱     |
| ۲۳    | مجارستان (HUN)            | ۰   | ۰    | ۱    | ۱     |
| ۲۳    | نروژ (NOR)                | ۰   | ۰    | ۱    | ۱     |
| ۲۳    | کویت (KUW)                | ۰   | ۰    | ۱    | ۱     |
| ۲۳    | رومانی (ROU)              | ۰   | ۰    | ۱    | ۱     |
| مجموع | مجموع                     | ۱۷  | ۱۷   | ۱۷   | ۵۱    |